# Världsreligion
Världsreligion avser vanligen en religion med många utövare över en stor del av världen, med tyngdpunkten på att de ska vara många snarare än vitt spridda. Begreppet är värdeladdat eftersom ordet religion är svårdefinierat. När ordet världs- kombineras med begreppet -religion uppstår problemet att man måste göra en ytterligare definition när man väl löst frågan om det är en religion eller inte. Med reservation för många definitionssvårigheter ger nedanstående tabell en ungefärlig överblick över antalet anhängare för olika religioner:
| Rank | Religion   | Antalet anhängare |
| ---- | ---------- | ----------------- |
| 1    | Kristendom | 2 000 miljoner    |
| 2    | Islam      | 1 800 miljoner    |
| 3    | Hinduism   | 1 100 miljoner    |
| 4    | Buddhism   | 500 miljoner      |
| 5    | Shintō     | 100 miljoner      |
| 6    | Sikhism    | 25 miljoner       |
| 7    | Judendom   | 14 miljoner       |
| 8    | Daoism     | 12 miljoner       |
| 9    | Muism      | 10 miljoner       |
| 10   | Cao Dai    | 4,4 miljoner      |

Av dessa brukar de globalt dominerande religionerna 1-4 och 7 inordnas under begreppet "de fem världsreligionerna", medan religionerna 1, 2 och 7 (kristendom, Islam och judendom) kallas de abrahamitiska världsreligionerna.
Tabellen ovan från Encyclopedia Britannica visar att storlek och spridning inte alls behöver följas åt. Vissa religioner som till exempel Cao Dai finns nästan uteslutande i ett enskilt land (Vietnam), medan andra religioner som kristendom har stor spridning i världen. 
Kinesisk folkreligion, som utövas av ett avsevärt antal personer både inom Folkrepubliken Kina, Taiwan, Singapore, och i västerländsk diaspora, utgör ett definitionsproblem, därför att dess utövare delvis, men endast delvis, sammanfaller med utövare av konfucianism, daoism och buddhism. Såväl storlek som spridning motiverar att den inkluderas bland världsreligionerna men definitionsproblem och överlappning med uppkomstregionens tre välorganiserade religioner gör detta svårhanterligt.